# Yun (Lincang)

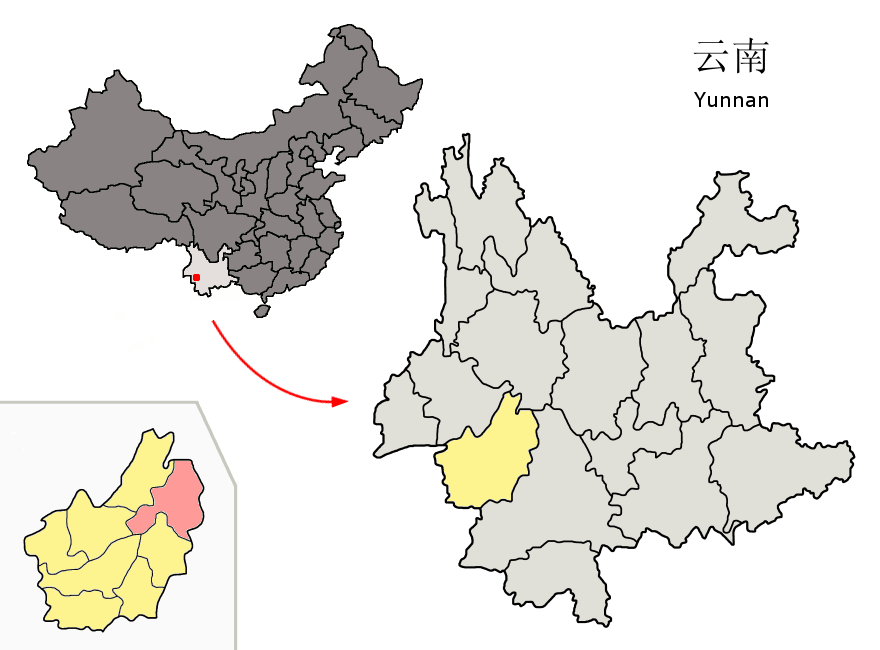
Lage des Kreises Yun (rosa) in Lincang (gelb)

Der Kreis Yun (云县,  Yún Xiàn) ist ein Kreis in der chinesischen Provinz Yunnan. Er gehört zum Verwaltungsgebiet der bezirksfreien Stadt Lincang. Die Fläche beträgt 3.687 Quadratkilometer und die Einwohnerzahl 389.180 (Stand: Zensus 2020).